# El Aculadero

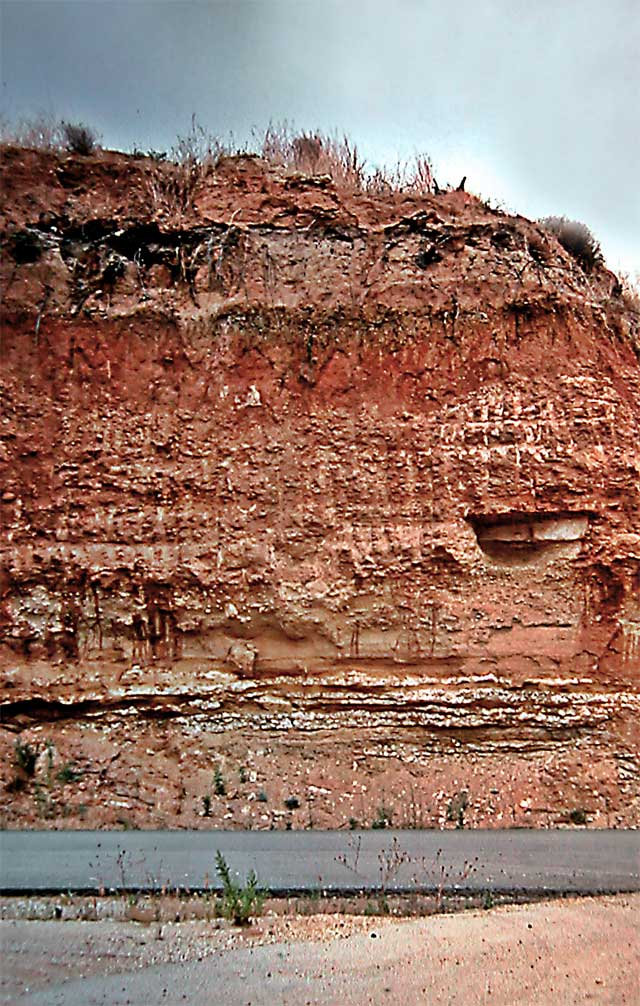
Estratigrafía de El Aculadero

El Aculadero es un yacimiento arqueológico de El Puerto de Santa María excavado a finales de los 70 y principios de los 80 del siglo XX. Ha suministrado miles de objetos del Paleolítico inferior arcaico, de la cultura de los guijarros, único resto material de las poblaciones del valle del Guadalete en esta etapa prehistórica.
Actualmente y desechando las tesis anteriores, se considera que dicho yacimiento es adscribible a un Paleolítico Medio de industrias con útiles tallados sobre cantos rodados.

## Enlaces relacionados
- Paleolítico inferior arcaico